# Alfa Romeo Montreal
Alfa Romeo Montreal — 2-ух дверное купе итальянского автопроизводителя Alfa Romeo, которая выпускалась с 1970 по 1977 год, и позиционировалась как спортивный автомобиль будущего.

## История
Модель Alfa Romeo Montreal была спроектирована Марчелло Гандини работающего в компании Bertone. В качестве концепт кара модель была представлена на Всемирной выставке в 1967 проходившей в городе Монреаль. Модель позиционировалась как спортивная машина будущего, а компания хотела, чтобы модель была на вершине технологического прогресса того времени. Машина завоевала большой успех у публики, тем самым ускорив появление серийного автомобиля. Первые машины вышли с конвейера уже в 1970 году. В этом же году серийную модель представили на выставке в Женеве. Название модели было взято от названия города, в котором впервые представили модель.
Модель оснащалась двигателем V8, что позволяло ей развивать скорость в 220 км/ч. Несмотря на небольшой объем в 2.6 литра, машина обладала мощностью в 200 лошадиных сил. Эта модель стала самой быстрой серийной Alfa Romeo к тому времени.
Капот с воздухозаборником, который заканчивается решетками над фарами — весьма необычное решение для 1970 года.
Вид сбоку напоминает классический спортивный серийный автомобиль той эпохи, а решетки расположенные за дверью подчеркивают агрессивность автомобиля.
В 2007 году одна из моделей Alfa Romeo Montreal была выставлена на аукционе Gooding & Company проводимом в Pebble Beach(штат Калифорния), где она оценивалась в 25 000 — 30 000 долларов. И в итоге лот был продан за 28 600 $.